# Rudolf Sitte (kněz)
Rudolf Sitte (16. ledna 1910 Hrádek nad Nisou – 8. února 1983 Hrádek nad Nisou) byl český římskokatolický kněz a osoba pronásledovaná komunistickým režimem.

## Život
Narodil se jako čtvrtý ze šesti dětí. Po absolvování gymnázia nastoupil do kněžského semináře v Litoměřicích, kde byl také 24. června 1934 vysvěcen na kněze. Poté se stal kaplanem ve Mšeně a od 1. prosince 1940 působil jako farář v Radnici u Kadaně. Později se stal okrskovým vikářem. Po skončení druhé světové války nebyl odsunut, ale zůstal v Radnicích. Od 16. února 1946 působil v Úhošťanech. Po nástupu komunistické totality v roce 1948 byl jako kněz velmi často terčem výslechů a persekucí ze strany státních orgánů, jak o tom svědčí jeho osobní deník. Později působil jako administrátor v Klášterci nad Ohří a od 27. srpna 1953 ve farnosti Mimoň. Dne 1. června 1959 byl přeložen do Nového Města pod Smrkem. Přes zdravotní potíže zde sloužil do 1. srpna 1972. Vypomáhali mu však Josef Slavík, administrátor ve Volfarticích a liberecký kaplan Leopold Dvořáček. Po pensionování se vrátil do Hrádku nad Nisou, kde zemřel 8. února 1983.